# Bhadli
Bhadli fou un petit estat tributari protegit de l'Índia, al nord de Kathiawar, agència de Kathiawar, presidència de Bombai. Estava format per 15 pobles amb 6 tributaris separats amb un tribut total de 136 lliures, de les quals 111 eren pagades al govern britànic i 25 al nawab de Junagarh. La capital era Badli a 22° 01′ N, 71° 35′ E / 22.017°N,71.583°E.